# Còdex Maia de Mèxic
El Còdex Maia de Mèxic (abans anomenat Còdex Grolier) és un dels quatre còdexs maies precolombins que encara es conserven; es creu fou trobat en una cova de Chiapas, Mèxic. Com en els casos en què no hi ha presència d'arqueòlegs professionals, se'n posà en dubte l'autenticitat, perquè durant un llarg període mancaven proves sobre la seua edat i lloc d'origen.
Un grup de saquejadors dugueren amb avió Josué Sáenz, un conegut col·leccionista mexicà, a un lloc ocult de la selva de Chiapas, on li vengueren el 1964 sis peces maies, entre aquestes una màscara de fusta, un ganivet de sacrificis amb un mànec en forma de puny tancat i un còdex. Després, el col·leccionista tragué del país aquest còdex, i fou recuperat per investigadors mexicans el 1971, després d'haver estat comprat el 1967 junt amb altres peces maies, incloent una capseta de fusta.
El nom Grolier li'l posaren per haver estat exposat per primera vegada al Club Grolier de Nova York.
El còdex es troba a la Biblioteca Nacional d'Antropologia i Història, sota la supervisió de l'Institut Nacional d'Antropologia i Història (INAH), autoritat que no sols n'ha validat l'autenticitat, sinó que li ha modificat la denominació a Còdex Maia de Mèxic.

## Debat sobre la seua autenticitat
Després de localitzat, es generaren dubtes sobre l'autenticitat del Còdex de Grolier, en part per la manca d'informació sobre la seua datació i origen.
En contra se'n feren afirmacions com que “el text glífic reprèn dades del calendari venusià del Còdex Dresden sense acompanyar-les de prediccions, la qual cosa no té sentit a Mesoamèrica: a més les inversemblances i contradiccions de la iconografia m'han convençut que aquest manuscrit és de fabricació moderna”.
En efectuar-se'n els primers estudis, s'analitzà amb isòtops teledyne un tros d'escorça adherit a una pàgina, i donà com a resultat una datació de l'any 1230 de, amb la qual cosa alguns experts dubtaren no de l'autenticitat del material en què està pintat, que consideren efectivament precolombí, sinó de la informació pintada a sobre.
A favor de l'autenticitat, altres creien que havia estat pintat cap al s. XIII, encara que sorprenia l'estat de conservació de les pintures; i afirmaven alguns arqueòlegs que això es devia a la cova on s'havia trobat, possiblement situada a Chiapas, però sense certesa.
Stephen Houston, codirector del Programa de Cultures Antigues de la Universitat de Brown, juntament amb Michael Coe, professor emèrit d'arqueologia i antropologia de la Universitat Yale (i líder de l'equip de recerca del Còdex Grolier), Maria Miller, també de la Universitat Yale, i Karl Taube, de la Universitat de Califòrnia-Riverside, publicaren en la revista Maya Archeology els resultats d'una recerca, en col·laboració amb experts de la Universitat Harvard, que demostrava l'autenticitat del Còdex Grolier, i el dataven com un text maia elaborat al s. XIII, amb la qual cosa és el còdex existent més antic de Mesoamérica. L'estudi analitzà la naturalesa del seu estil, la iconografia, el significat de les taules, les dades científiques (incloses la datació per ràdio carboni 14) i l'artesania amb què s'elaborà el còdex. Així mateix, analitzaren les crítiques formulades durant 45 anys, especialment de com difereix dels altres tres còdexs maies trobats.
Per a Stephen Houston, la idea que fora una falsificació és gairebé impossible perquè el còdex té il·lustracions que un falsificador no podria haver intuït; conté déus que no es descobriren abans de 1964; la tècnica per crear el blau maia es va recrear de nou en un laboratori en la dècada de 1980; i perquè havia de ser un expert en coneixements maies que es tenen només fa poc.
L'agost de 2018 investigadors de l'INAH, de la Universitat Nacional Autònoma de Mèxic (UNAM) i de la Universitat de Colorado de Boulder ratificaren l'autenticitat del còdex, reafirmant-ne la datació entre el 1024 i 1154 de, és a dir, el postclàssic primerenc. A partir de llavors (agost de 2018) el Còdex Grolier es denominà oficialment Còdex Maia de Mèxic.

## Forma i procedència
El Còdex de Grolier segueix el patró dels altres tres còdexs conservats (Còdex Tro-Cortesià, Còdex Dresden i Còdex de París). Quant a la presentació, també està doblegat en forma de paravent, tot i que pintat només a l'anvers. Té una capa d'estuc sobre una mena d'escorça vegetal.
El còdex es troba incomplet: originàriament devia tenir 20 fulles, de les quals solament es conserven 11 trossos, tot i que sembla que en realitat en són 10, ja que la pàgina 11 és un fragment de la 10. La majoria de les parts inferiors de les pàgines estan deteriorades, afectant-ne la pigmentació; algunes n'estan destenyides, però això no ha impedit notar que els colors principals utilitzats en el document són el roig i el roig ocre, i en menor quantitat negre, marró i verd-blavós.
Igual que el Còdex Dresden, mostra un almanac relacionat amb el planeta Venus, però el Còdex Grolier no té un estil maia pur, sinó marcades influències de l'estil Mixteca-Puebla.
En aquest còdex són notòries les línies guia que utilitzà l'escrivà abans de fer el traç final, amb ús de diversos esquemes lineals per mantenir la uniformitat del dibuix i de les columnes de glifs.

## Contingut i usos
El Còdex Grolier conté una sola secció que és un almanac del planeta Venus. Per als mesoamericans l'aparició del planeta Venus es considerava maligna; per açò crearen almanacs descrivint el cicle exacte d'aquest planeta perquè els sacerdots pogueren, d'acord amb la posició del planeta i les seues estacions, fer-ne els auguris corresponents.